# Bolitoglossa yucatana
The Yucatán Mushroomtongue Salamander (Bolitoglossa yucatana) là một loài kỳ giông trong họ Plethodontidae.
Nó được tìm thấy ở Belize và México.
Các môi trường sống tự nhiên của chúng là các khu rừng ẩm ướt đất thấp nhiệt đới hoặc cận nhiệt đới, vườn nông thôn, và các khu rừng trước đây bị suy thoái nặng nề.
Nó bị đe dọa do mất môi trường sống.

## Hình ảnh

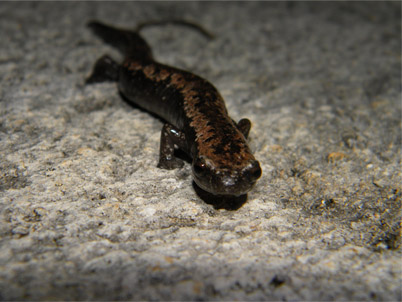
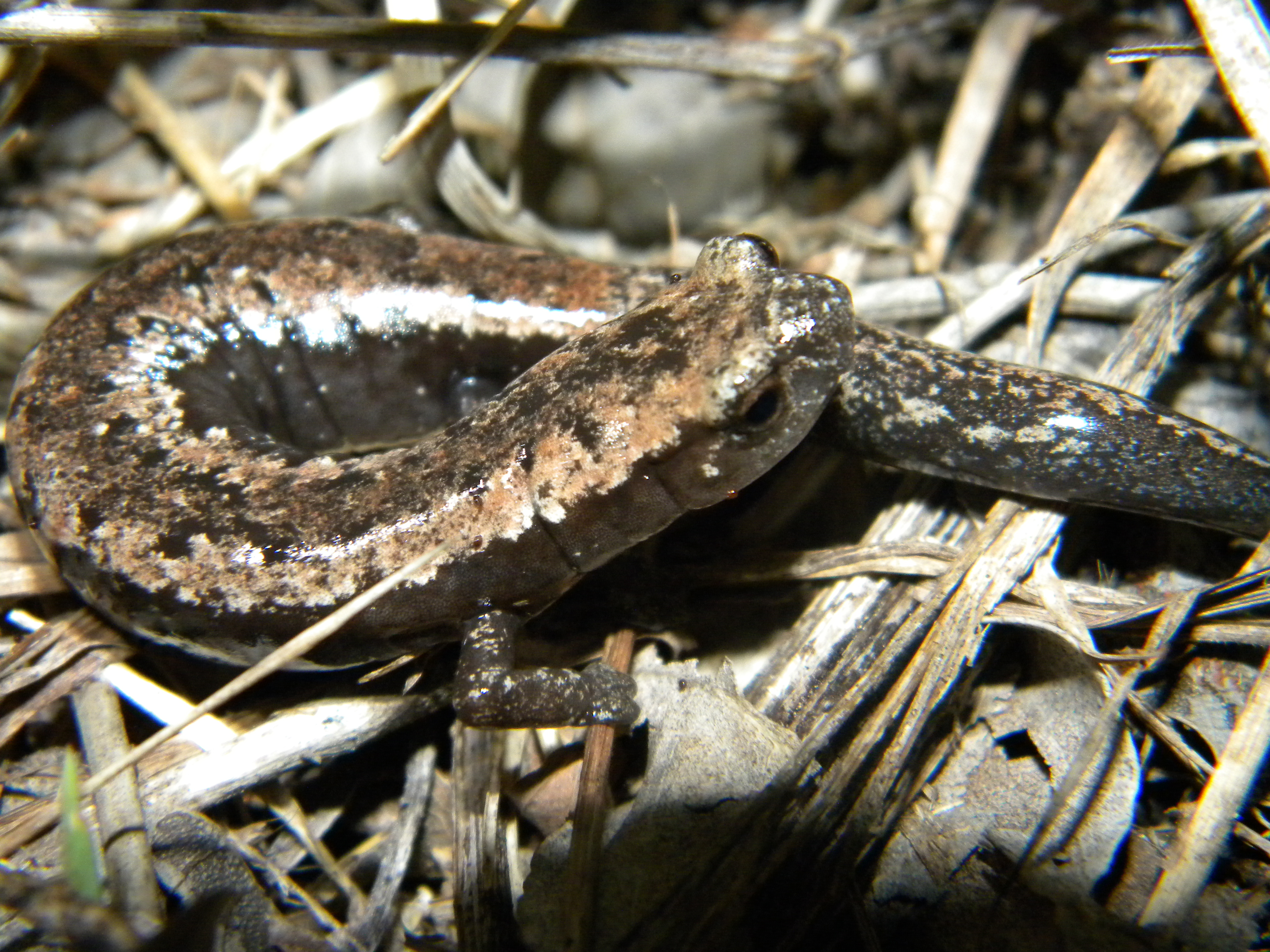
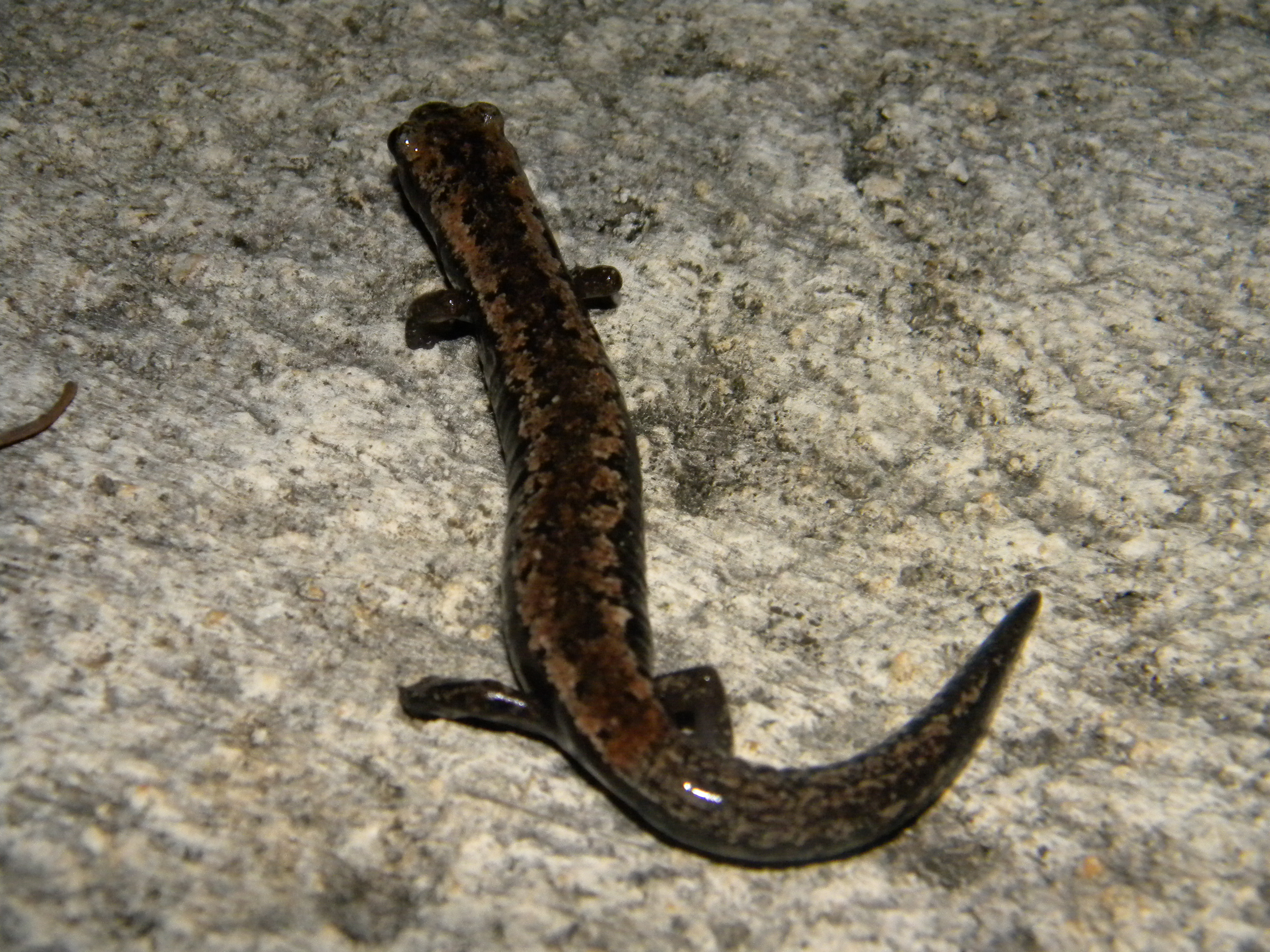
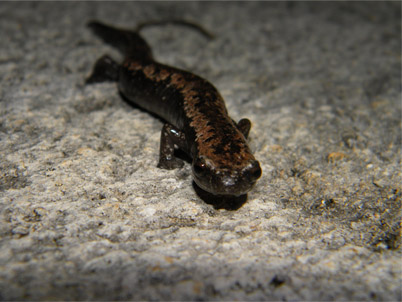